# Nicolas Verrien
Nicolas Verrien est un maître écrivain français, spécialisé dans les chiffres (dits aussi "monogrammes").

## Biographie
Il publie dans la fin du XVIIe siècle. Ses travaux étaient utiles à tous ceux qui utilisaient des monogrammes : les graveurs, les peintres, les sculpteurs, les orfèvres, les brodeurs, les serruriers...
Il existe un portrait de lui par Gérard Edelinck, légendé Nicolas Verien, graveur à Paris.

## Œuvres imprimées

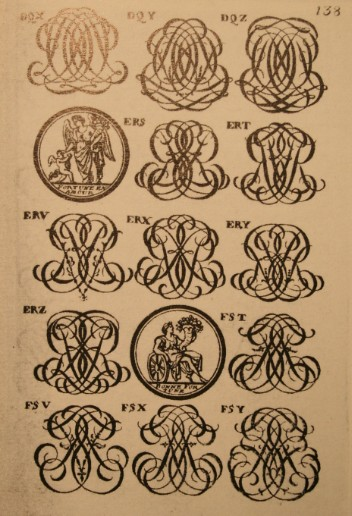
Une page de chiffres de Verrien (1724).

- Nicolas Verrien, Livre curieux et utile pour les sçavans et artistes, composé de trois alphabets de chiffres simples, doubles et triples, fleuronnez et au premier trait, accompagné d'un très grand nombre de devises, emblèmes, médailles et autres figures hiéroglyfiques, ensemble de plusieurs supports et cimiers pour les ornemens des armes ; avec une table très ample par le moyen de laquelle on trouvera facilement tous les noms imaginables. Le tout inventé, dessiné et gravé par Nicolas Verien Maistre Graveur, Paris, Sur le quay des orfèvres, au coin de la rue de Harlay, 25 septembre 1685, 355 p. (BNF 31565159, lire en ligne)
- Nicolas Verrien, Livre curieux et utile pour les sçavans et artistes, composé de trois alphabets de chiffres simples, doubles et triples, fleuronnez et au premier trait, accompagné d'un très grand nombre de devises, emblèmes, médailles et autres figures hiéroglyfiques, ensemble de plusieurs supports et cimiers pour les ornemens des armes ; avec une table très ample par le moyen de laquelle on trouvera facilement tous les noms imaginables. Le tout inventé, dessiné et gravé par Nicolas Verien Maistre Graveur, Paris, Jean Jombert, 1696 (BNF 31565160)
- Nicolas Verrien, Recueil d'emblêmes, devises, medailles, et figures hieroglyphiques, au nombre de douze cent, avec leurs explications, accompagné de plus de deux mille chiffres fleuronnez, simples, doubles & triples, d'une manière nouvelle & fort curieuse pour tous les noms imaginables, avec les tenants, supports, & cimiers servans aux ornemens des armes, cet ouvrage qui est enrichy de deux cents cinquante planches en taille-douce, est très-utile aux graveurs, peintres, sculpteurs, orfevres, brodeurs, Serruriers, & à tous ceux qui travaillent au dessein, Par le sieur Verrien, maître graveur, Paris, Chez Claude Jombert, 1724, 353 p. (OCLC 25757819, BNF 31565161, présentation en ligne, lire en ligne)

Les trois éditions sont en trois parties :
- Emblèmes et devises latines, espagnoles et italiennes avec leurs explications françoises...
- Alphabets de chiffres simples, doubles et triples fleuronnez, et médailles hiéroglyphiques...
- Supports et cimiers pour les ornemens des armes....

dont l'ordre peut varier dans les éditions ou les exemplaires.
- En 1707, une copie du recueil de chiffres de Verrien a été donnée à Amsterdam sous le titre Livre nouveau et utile pour toutes sortes d'artistes, et particulièrement pour les orfèvres, les orlogeurs, les peintres, les graveurs, les brodeurs etc. contenant quatre alphabets de chiffres fleuronnez au premier trait, avec quantité de devises, d'emblèmes et de nœuds d'Amour. le tout exactement recherché, dessiné et gravé par Daniel de la Feuille. 8°, 100 planches gravées. Cat. Destailleur n° 911.